# Голловей (Огайо)
Голловей (англ. Holloway) — селище (англ. village) в США, в окрузі Бельмонт штату Огайо. Населення — 330 осіб (2020).

## Географія
Голловей розташований за координатами 40°9′42″ пн. ш. 81°7′51″ зх. д. / 40.16167° пн. ш. 81.13083° зх. д. (40.161773, -81.130868).  За даними Бюро перепису населення США в 2010 році селище мало площу 2,49 км², з яких 2,46 км² — суходіл та 0,03 км² — водойми.

## Демографія
Згідно з переписом 2010 року, у селищі мешкало 338 осіб у 139 домогосподарствах у складі 91 родини. Густота населення становила 136 осіб/км².  Було 153 помешкання (62/км²).
Расовий склад населення:
| - 97,6 % — білих - 0,6 % — корінних американців - 0,3 % — азіатів - 1,2 % — осіб інших рас |

До двох чи більше рас належало 0,3 %. Частка іспаномовних становила 1,5 % від усіх жителів.
За віковим діапазоном населення розподілялося таким чином: 23,1 % — особи молодші 18 років, 60,9 % — особи у віці 18—64 років, 16,0 % — особи у віці 65 років та старші. Медіана віку мешканця становила 39,0 року. На 100 осіб жіночої статі у селищі припадало 100,0 чоловіків;  на 100 жінок у віці від 18 років та старших — 104,7 чоловіків також старших 18 років.
Середній дохід на одне домашнє господарство  становив 44 049 доларів США (медіана — 42 639), а середній дохід на одну сім'ю — 44 884 долари (медіана — 44 861). За межею бідності перебувало 16,8 % осіб, у тому числі 27,5 % дітей у віці до 18 років та 3,6 % осіб у віці 65 років та старших.
Цивільне працевлаштоване населення становило 110 осіб. Основні галузі зайнятості: будівництво — 20,0 %, виробництво — 11,8 %, роздрібна торгівля — 10,9 %.